# Thomas Diethart
Thomas Diethart (n. 25 februarie 1992, Tulln an der Donau, Austria Inferioară, Austria) este un săritor cu schiurile ce a reprezentat Austria, medaliat olimpic. A participat la o ediție a Jocurilor Olimpice (2014) în care a câștigat o medalie de argint.

## Participări
Lista de mai jos prezintă principalele competiții la care a participat Thomas Diethart de-a lungul carierei.
- Prîjki s tramplina na zimnih Olimpiiskih igrah 2014 — bolșoi tramplin sredi komand (mujcinî)[*]